# Jacinto Lucas Pires
Jacinto Lucas Pires, fils de Francisco Lucas Pires, est un écrivain, scénariste et chanteur portugais (14 juillet 1974, Porto), diplômé en Droit de l’Université catholique portugaise de Lisbonne, ville où il demeure actuellement. 

## Récompenses
En novembre 2008, il a remporté le prix Européen David Mourão-Ferreira décerné par l’Université de Bari et par l’Institut Camões qui permettent à ses œuvres d’être traduites et publiées dans tous les pays de l’Union européenne et de la Méditerranée .
En 2013, Il reçoit le  Grand prix de Littérature DST pour son roman "O verdadeiro ator".